# Jael
Jael är en hjältinna i Domarboken, som enligt skildringen räddade Israel från kung Jabin av Kanaan. Sedan Barak tvekat att agera på Deboras önskan i striden mot Siseras armé, kom Jael i tillfälle att döda Sisera. Hon dödade honom genom att driva en tältpinne genom hans huvud då han inträdde i hennes tält vid Zaanannim nära Kedesh.